# Histórias e Bicicletas
Histórias e Bicicletas (Reflexões, Encontros e Esperança), ou simplesmente Histórias e Bicicletas, é o nono álbum de estúdio da banda brasileira de rock cristão Oficina G3. Lançado em 30 de abril de 2013 pela gravadora MK Music, o projeto é o segundo e último trabalho inédito do grupo com o vocalista Mauro Henrique e o único a trazer o baterista Alexandre Aposan como integrante.
Gravado em 2012 com produção musical e arranjos da própria banda no RAK Studios, em Londres, Histórias e Bicicletas contou com a colaboração do cantor e compositor Leonardo Gonçalves nas sessões de gravação e seu repertório, em grande parte, foi inspirado pela morte de Jaky Dantas, primeira esposa de Mauro Henrique, após um tratamento de câncer. Desta forma, o disco abordou temas como morte, saudade e eternidade. Musicalmente, o álbum mescla as influências do metal progressivo exploradas pelo Oficina G3 em projetos anteriores, mas também outros gêneros, como rock e metal alternativo.
Histórias e Bicicletas foi bem recebido pela crítica, sobretudo pela gravação no exterior e a abordagem poética das composições. Do ponto de vista comercial, esteve entre os lançamentos brasileiros mais vendidos no iTunes e recebeu certificação de disco de ouro por mais de 40 mil cópias físicas comercializadas. Em 2013, a obra foi premiada no Troféu Promessas na categoria Melhor CD de Rock. As sessões de gravação do projeto e o contexto de gravação do trabalho também foram lançadas como parte do DVD Histórias e Bicicletas - O Filme (2015), com depoimentos dos integrantes e a participação de Gonçalves nos vocais de "Lágrimas".

## Antecedentes

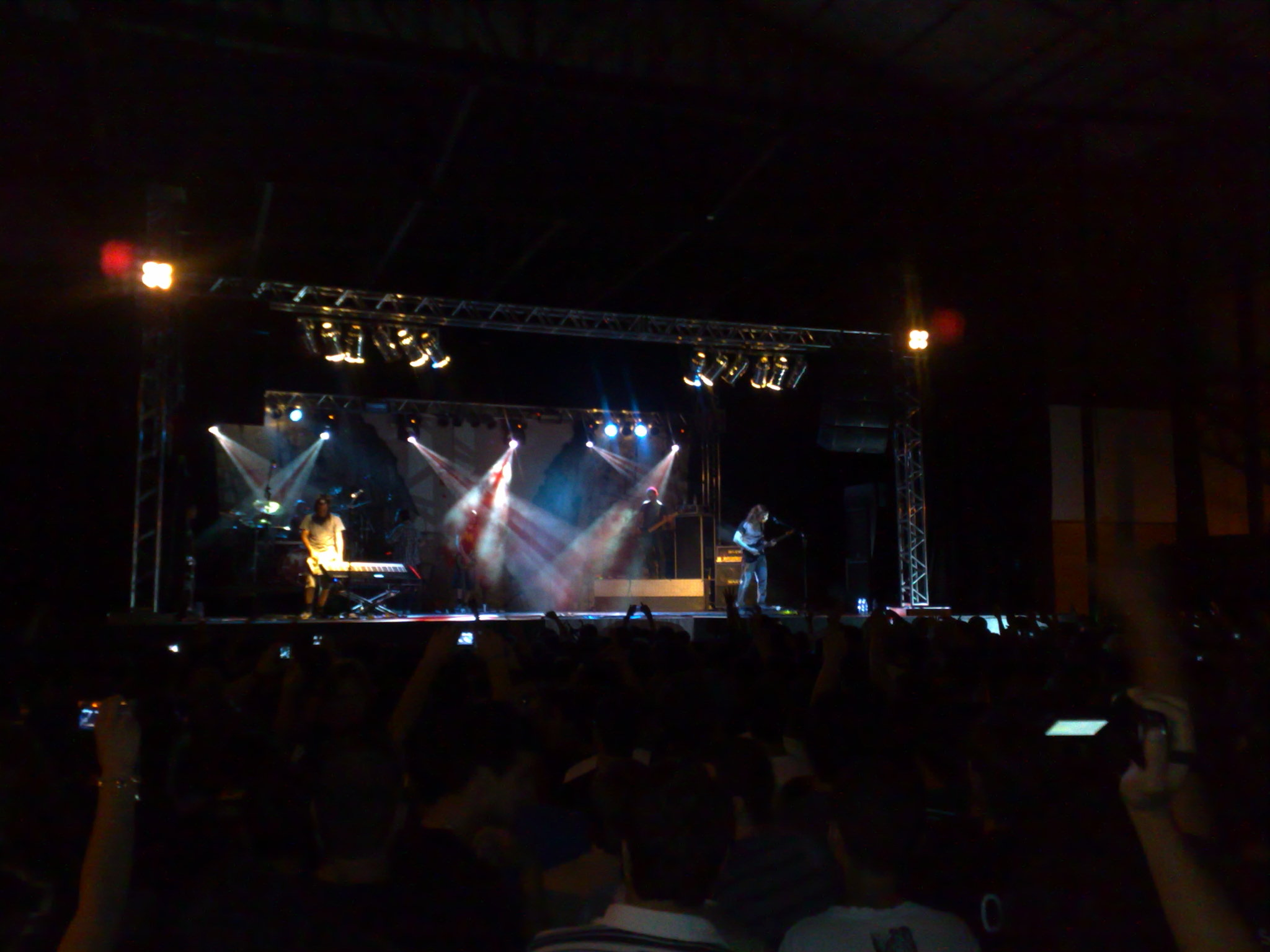
Show da banda Oficina G3 em Novo Hamburgo, em 2010.

Desde 2008, quando Mauro Henrique ingressou na banda Oficina G3, o grupo viveu um período de estabilidade em sua formação enquanto quarteto e com a participação de Celso Machado (guitarra) e Alexandre Aposan (bateria). Sob esta configuração, foram lançados Depois da Guerra (2008) e D.D.G. Experience (2010). O prêmio de Grammy Latino de Melhor Álbum de Música Cristã em Língua Portuguesa dado a Depois da Guerra também foi um dos pontos altos desta fase.
Em 2011, a banda encerra a turnê relacionada a Depois da Guerra e anuncia a YourTourG3. O repertório, dessa vez, foi escolhido pelo público em votação da internet e consequentemente trouxe várias canções da banda, incluindo antigas. Em agosto, o grupo foi indicado em algumas categorias do Troféu Promessas: Melhor DVD, a qual foi finalista e Melhor Banda, também finalista. Neste mesmo ano, em 16 de agosto, o Oficina G3 anunciou a oficialização de Alexandre Aposan como baterista do conjunto.
Ao mesmo tempo que o grupo vivia momentos de êxito comercial e de crítica, a vida pessoal dos integrantes era afetada por diferentes acontecimentos. O baixista Duca Tambasco se viu em polêmicas com o divórcio de seu primeiro casamento tornando-se público na mídia evangélica. Na época, a causa da separação foi creditada a uma traição de sua ex-esposa com um pastor da igreja a qual frequentavam. Duca lamentou em suas redes o fato de sua filha ter ido morar junto com a ex-esposa. Jean Carllos, já num contexto mais discreto, também passou por um divórcio e namorou por um tempo a cantora Israela Claro, filha de Cláudio Claro, mas o relacionamento foi encerrado tempos depois. Num sentido contrário, Aposan vivia um tempo positivo com o nascimento de seu primeiro filho. E o vocalista Mauro Henrique, por sua vez, viveu uma das principais situações que inspiraram Histórias e Bicicletas: sua primeira esposa, Jakylene Dantas, morreu em 2012 após um diagnóstico de sarcoma nos ossos no final de 2010.

## Composição

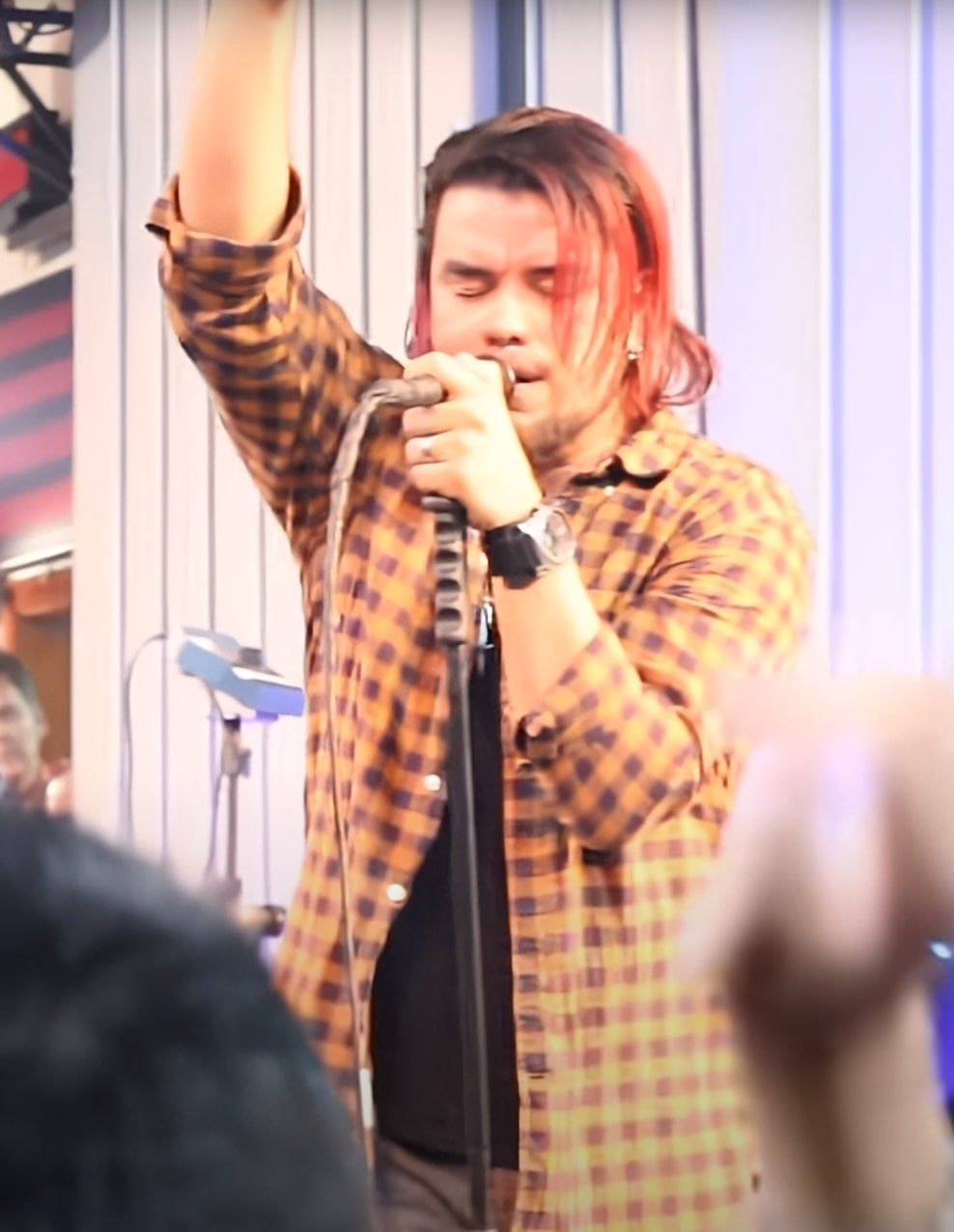
Histórias e Bicicletas foi dedicado à esposa do vocalista Mauro Henrique, que morreu de câncer em 2012.

As canções de Histórias e Bicicletas são, em grande maioria, composições da própria banda, com exceção de dois covers e uma composição de co-autoria de Jaky, esposa de Mauro. Jakylene Dantas, que morreu em 2 de março de 2012, esteve em tratamento de câncer por cerca de dois anos e o seu caso, já em metástase e sem expectativa dos médicos de cura, era público. Em julho de 2011, fãs seguraram papéis em apoio a Jaky em um show ocorrido em Fortaleza, enquanto a banda tocava "Incondicional". A ação se deu pelo fato de ter sido, em Fortaleza, a cidade em que Mauro recebeu uma ligação de sua esposa para comunicar sobre a doença. A situação de Dantas foi se agravando ao longo do tempo, e Jaky chegou a passar o Natal de 2011 internada com Mauro no hospital. Na ocasião, os dois chegaram a gravar um vídeo e cantaram a música "Vim para Adorar-Te", do Vineyard Music Brasil. Menos de um mês antes da morte de sua esposa, Mauro chegou a escrever em seu Twitter que Jaky estava sem andar, respirando com a ajuda de oxigênio, sentindo dores e que tinha dificuldade para se alimentar. Ao mesmo tempo, o cantor disse, em várias ocasiões, que Dantas estava tranquila e encarou o processo com sobriedade e coragem.
A música deixada por Jaky foi "Descanso". Anos depois, Mauro disse que os dois trabalhavam juntos em várias composições e Jaky tinha o sonho de gravar um álbum, o que foi tentado sem sucesso durante o tratamento, quando Dantas já estava no hospital. O cantor também chegou a dizer que o repertório de Histórias e Bicicletas estava praticamente pronto quando "Descanso" foi apresentada para os demais integrantes, que desejaram gravá-la.
Em relação ao repertório autoral, maioria das composições foram feitas entre Mauro, o guitarrista Juninho Afram, o baixista Duca Tambasco e o tecladista Jean Carllos, embora Alexandre Aposan também seja creditado como compositor em "Água Viva", "Não Ser" e "Sou Eu". Mauro Henrique disse, em 2024, que apresentou a banda esboços de cerca de 50 músicas, e que todos trabalharam juntos nas faixas definitivas do álbum. Dessa forma, o vocalista acabou desempenhando um papel criativo inicial em todas as músicas do projeto. Em entrevista dada em 2015, Jean chegou a abordar que as dificuldades envolvidas na vida pessoal dos integrantes influenciou as letras do álbum. Na ocasião, ele argumentou que era necessário que a banda fosse transparente sobre suas dores e alegrias, o que segundo ele foi feito em outros projetos. Juninho Afram, por sua vez, disse que a primeira música feita para o álbum foi "Confiar". O guitarrista disse que a canção abordava sobre a possibilidade de momentos bons e ruins na vida e a dificuldade de aceitar a vontade divina. Mauro se lembra que os versos de "Confiar" foram inspirados nos sentimentos confusos que teve ao retornar do hospital, já no contexto do câncer de sua primeira esposa. O ambiente hospitalar, ainda, inspirou a letra de "Compartilhar", que foi elaborada por Henrique e Tambasco a partir de uma experiência de sofrimento vivida pelo cantor em uma das internações de Jaky e, ao mesmo tempo, a passagem de um casal feliz com o nascimento de uma criança no mesmo local.
Nos anos antecedentes a Histórias e Bicicletas, a banda tocar alguns covers em alguns shows e apresentações, tanto de artistas religiosos quanto não-religiosos, como "I Still Haven't Found What I'm Looking For" (U2) e "My Hero" (Foo Fighters). Para o álbum, a banda escolheu regravar um dos maiores sucessos de Kleber Lucas, "Aos Pés da Cruz", que tinha sido lançada originalmente em 2001 no álbum homônimo, também distribuído pela MK, e que já tinha sido tocada ao vivo pela banda. Em uma apresentação ao vivo, Mauro chegou a dizer que "Aos Pés da Cruz" era uma das canções cantadas por ele e Jaky no hospital. A banda também optou por gravar uma música em inglês, "Save Me From Myself", composição original da banda Carpark North e também regravada pelo cantor Michael W. Smith.

De uns quatro anos para cá, nós do G3 fomos... não vou dizer 'massacrados', mas fomos extremamente machucados pela vida [...] A gente teve muitas perdas. O Mauro perdeu a esposa - vítima de uma doença terrível, que é o câncer - o Duca se separou, eu me separei... São situações que marcam muito a vida da gente, machucam muito. A gente escreve e passa nas músicas, exatamente isso: o que a gente está sentindo. O resultado disso é o que pessoal viu neste trabalho. Foi um momento de perda, de dificuldade, de dor, mas também um momento de esperança, descanso, espera e é isso, cara. Sabe? Não é um desabafo ou um 'recado para alguém'.. de forma alguma. É só como nós estamos, de fato.— Jean Carllos, 2015

## Gravação

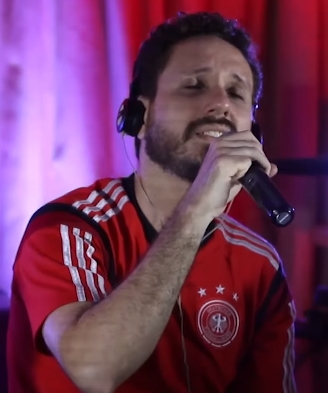
Leonardo Gonçalves (em foto de 2015) convenceu a banda de gravar o álbum em Londres e coordenou as sessões de estúdio.

Os integrantes do Oficina G3 viajaram para Londres juntamente com o cantor e compositor Leonardo Gonçalves, que também tinha gravado tempos antes o álbum Princípio e Fim (2012) no exterior e, por isso, atuou como coordenador da gravação. Gravar o disco no exterior foi uma sugestão dada por Gonçalves. A banda, especialmente o líder Juninho Afram, inicialmente relutou com a ideia, sobretudo por questões financeiras. Mas Leonardo, que viveu parte de sua vida na Alemanha, convenceu os integrantes que não era impossível e a banda fez orçamentos de vários estúdios. Em entrevista dada ao Guia-me em 2015, Jean Carllos falou que o maior desafio era a hospedagem, mas que o grupo conseguiu encontrar soluções que coubessem nas finanças do Oficina G3. Além de Gonçalves, também viajou o diretor Hugo Pessoa, que tinha trabalhado no álbum D.D.G. Experience (2010), com uma equipe. Pela primeira vez, o grupo ficou completamente responsável pela produção musical e arranjos de um álbum, uma decisão que foi tomada pelos músicos após fazerem a pré-produção do projeto e ficarem satisfeitos com o resultado geral.
A banda gravou o álbum em cerca de 15 dias juntamente com o engenheiro de som Richard Woodcraft, que até aquele ano já tinha conduzido gravações de artistas e bandas como The Coral, Kylie Minogue, Placebo, The Tears, e a engenharia de som de álbuns notáveis como In Rainbows (Radiohead) e The Age of the Understatement (The Last Shadow Puppets). Mauro Henrique e Duca Tambasco eram fãs do trabalho de Woodcraft feito especificamente em In Rainbows, o que motivou a escolha. Tanto os músicos, Gonçalves, Hugo Pessoa e Woodcraft, iam para o estúdio e voltavam dirigindo bicicletas, um recurso que foi adotado pelo Oficina G3 para viabilizar o deslocamento entre o hotel e o local de gravação, já que o grupo estava com apenas um carro e vários equipamentos de som para carregar. Enquanto os músicos andavam de bicicleta, o carro era usado para carregar instrumentos e também era utilizado para as filmagens de arquivo do álbum. A banda fez poucas aparições nas redes sociais, com a publicação de algumas fotos ainda em agosto de 2012. Leonardo Gonçalves, no Twitter, disse: "Estou profundamente impressionado e emocionado com o que vi da gravação do Oficina G3 hoje. Cada vez mais admiro esses caras!".
Alexandre Aposan contou, anos mais tarde, que a participação de Leonardo Gonçalves foi fundamental durante a gravação, sobretudo em relação ao fato do cantor ter um inglês fluente. Além disso, segundo ele, Gonçalves conhecia bem o RAK Studios e a rotina dos funcionários. Aposan também afirmou que a bateria foi montada por Woodcraft e Helen Atkinson, sua assistente, e que nenhum integrante do grupo poderia ver o processo. A banda gravou as músicas do álbum ao vivo no estúdio, ou seja, com todos tocando com conjunto, com o objetivo de ser o mais orgânico possível. O baterista ainda lembra que Leonardo fez o Oficina G3 gravar as mesmas músicas de Histórias e Bicicletas cerca de 10 a 15 vezes, até encontrar um take que fosse considerado o ideal.
No mesmo período, a banda utilizou o estúdio para gravar performances ao vivo das músicas, sem todas as divisórias utilizadas para as faixas de estúdio. Os músicos precisaram mudar o piano de lugar e manter alguns dos equipamentos de bateria para melhorar a reverberação. Além disso, os músicos fizeram uma sessão no terraço e tocaram cerca de 5 músicas ao por do sol de Londres. Além da gravação em si das faixas do álbum, o projeto contou com overdubs e pós-produção conduzidas pela própria banda, Lucas Gonçalves e Leonardo Gonçalves juntamente com outros músicos e técnicos, entre eles Déio Tambasco,  que tinha trabalhado pela última vez com o Oficina G3 em Além do que os Olhos Podem Ver (2005). Os overdubs foram gravados em dois estúdios de São Paulo: NaCena, onde a banda também produziu Depois da Guerra (2008), e Studio 12. Entre os trabalhos adicionais, o grupo decidiu incluir um trecho do poeta e músico Roberto Diamanso em "Encontro", uma ideia do baixista Duca Tambasco. O Oficina G3 tinha o interesse de fazer a mixagem também com Richard Woodcraft, mas os custos não cabiam no orçamento do projeto. Mauro Henrique sugeriu que a etapa fosse, então, produzida no Brasil. O processo foi conduzido em São Paulo no estúdio Lua Nova por Leonardo Ramos, vocalista da banda Supercombo e amigo da banda, enquanto a masterização se deu em Nova Iorque, no Sterling Sound, por Tom Coyne, responsável por assinar a master de álbuns como 21 (Adele) e Oops!... I Did It Again (Britney Spears).
Um dos pontos mais controversos em relação a ficha técnica do álbum é a canção "Lágrimas", cuja participação vocal de Leonardo Gonçalves foi creditada. Mas, quando o álbum foi lançado em formato físico e digital, a voz do cantor não estava na canção. Isso gerou especulações de que a parceria teria sido barrada pela Sony Music Brasil já que, um ano antes, a MK Music não permitiu que Juninho Afram participasse de uma das canções do disco Este Lado para Cima, da banda Resgate. Em 2015, o DVD Histórias e Bicicletas - O Filme trouxe Leonardo cantando a canção junto com a banda, o que deixou dúvidas se a gravação original era com Gonçalves, ou se o encarte continha um erro. Os integrantes do Oficina G3 nunca se pronunciaram sobre o assunto.

## Projeto gráfico

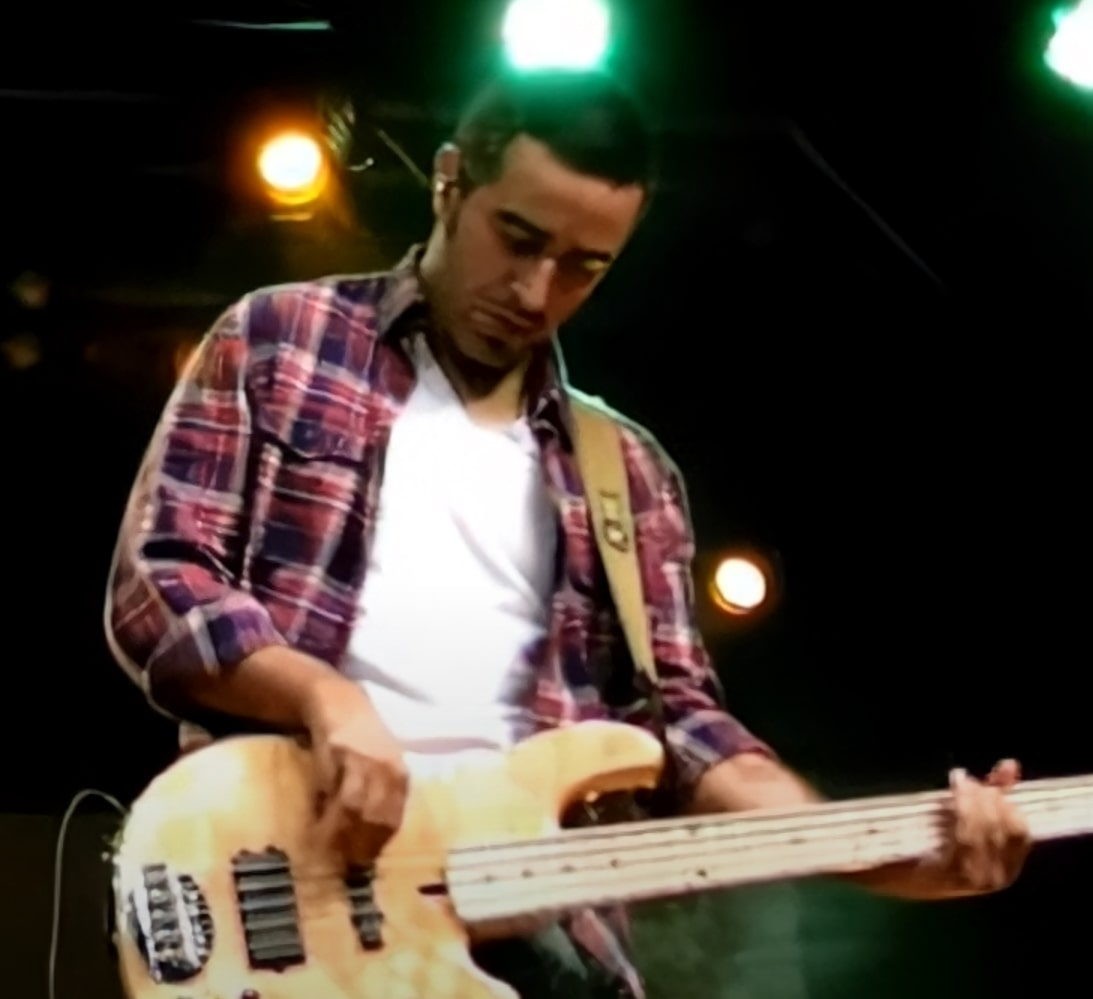
O texto de apresentação de Histórias e Bicicletas foi escrito pelo baixista Duca Tambasco.

Diferentemente dos trabalhos anteriores, a parte gráfica do álbum foi produzida, também, pela própria banda, numa parceria artística entre o tecladista Jean Carllos e o diretor Hugo Pessoa. As letras do álbum foram intercaladas por fotografias individuais de integrantes e uma das três palavras presentes no subtítulo do projeto. Mauro Henrique é representado por "Esperança", com versos que remetem a saudade; Juninho Afram e Alexandre Aposan aparecem com "Encontros", com fotografias ao lado dos filhos (e, no caso de Aposan, a esposa); Duca Tambasco aparece de costas em uma cadeira em frente ao mar sob "Reflexões", palavra também utilizada por Jean em uma composição visual que inclui seus passos em um trilho de trem.
Além dos conteúdos comuns de encartes (como letras de música e ficha técnica), o projeto gráfico inclui um texto de apresentação de Histórias e Bicicletas, escrito por Duca Tambasco. A narrativa evoca memórias pessoais de aprendizado e crescimento por meio da metáfora de aprender a andar de bicicleta. Duca relembra suas primeiras pedaladas, apoiado por seu pai, e as lições de equilíbrio e liberdade que essas experiências proporcionaram. A narrativa transita entre os sentimentos de medo, superação e a constante presença do pai, que oferece suporte e encorajamento. A metáfora se estende à vida adulta, onde o narrador, agora pai, repete o ciclo com sua própria filha, transmitindo as mesmas lições de liberdade e apoio.
Além da versão física, o projeto gráfico do disco também foi disponibilizado online no site Encarte Digital MK, uma iniciativa da gravadora MK Music na digitalização de seu acervo e de todos os artistas. Nos agradecimentos, Aposan, Afram e Carllos deram ênfase às suas famílias e amigos; Henrique agradeceu Jaky e Carine Bastos, que viria a ser sua futura esposa; e Tambasco fez um pronunciamento simples, agradecendo "à minha família e ao meu Deus". Na contra-capa, a banda escreveu: "Dedicamos essa obra à Jaky Dantas - 'A esperança não poderia ser melhor representada'."

## Estilo musical e influências
O álbum segue a linha musical dos projetos anteriores, com a influência principal do metal progressivo, gênero explorado pela banda desde meados de 2005, mas também traz outras vertentes musicais novas no repertório da banda, sobretudo o rock e metal alternativo. "Diz", por exemplo, chegou a ser comparada a "Honor Thy Father", música da banda Dream Theater apresentada no álbum Train of Thought (2003), enquanto o os riffs de baixo de "Não Ser" chegaram a ser comparados com o Muse. Quando o álbum ficou pronto, o Oficina G3 falou sobre o projeto na 93 FM, rádio da gravadora MK Music. Na ocasião, Juninho Afram afirmou que a banda tinha uma expectativa alta sobre qual seria a recepção do público, porque Histórias e Bicicletas estaria diferente dos anteriores. "Uma coisa que a gente pode tentar resumir um pouco desse CD é que ele é uma compilação do que a gente vem vivendo intensamente nos últimos anos. Anteontem, fechando ainda detalhes do CD, a coisa ainda emocionava", disse Duca Tambasco.
O projeto ainda traz baladas mais lentas e outras com mais peso, assim como os antecessores, com destaque para "Confiar" e "Descanso" como mais mais leves, "Encontro" e "Lágrimas" entre as mais pesadas. Até o cover de "Aos Pés da Cruz", uma canção originalmente com influências do canto congregacional, ganhou uma roupagem com influências do metal alternativo. Outro aspecto de destaque do álbum é a maior presença de solos e seções de teclado e piano, como na parte final de "Água Viva". A gravação ao vivo também chegou a ser apontada como uma influência positiva no álbum, cuja performance em alguns trechos soaria como uma jam session.
Em relação aos vocais, em contraste com Depois da Guerra, a participação do guitarrista Juninho Afram é menor, não tendo nenhuma canção em que o músico é o intérprete majoritário. Afram canta um verso de "Confiar", enquanto Mauro Henrique é o cantor central de todas as canções. O tecladista Jean Carllos, que passou a performar vocal gutural em várias músicas do Oficina G3, exerce a mesma função nos versos finais de "Não Ser".

## Lançamento
Histórias e Bicicletas foi um dos álbuns cuja fase de produção teve menos detalhes fornecidos pela banda em sua carreira e, até 2013, o público não conhecia nenhuma canção que fazia parte do repertório. Quando a banda viajou para Londres para gravar ainda em 2012, o único material que circulava nas redes sociais, além de fotos em estúdio, foi um vídeo gravado por Lucas Motta de Alexandre Aposan tocando "Diz" na bateria. O vídeo foi removido do YouTube logo depois, mas tempo suficiente para que o conteúdo fosse baixado por fãs e circulasse em outros meios. Na época, o título da faixa sequer tinha sido anunciado e o público não sabia a letra. Foi só quando a canção começou a ser tocada ao vivo pelo Oficina G3 em shows que se tinha a confirmação que se tratava de uma nova música. Na época, o site do grupo foi reformulado e seu conteúdo trazia apenas o desenho de uma bicicleta, o que incentivava o mistério em torno do trabalho.
Antes da masterização e com a obra apenas mixada, já em 1 de março de 2013, a banda viajou para o Rio de Janeiro e foi até a sede da gravadora MK Music. Lá, em uma reunião com a presidente Yvelise de Oliveira, apresentaram pela primeira vez o disco em uma audição, e o projeto foi aprovado pela presidente. A reunião também serviu para formalizar, em contrato, a participação de Alexandre Aposan como baterista da banda. Na ocasião, Yvelise disse que "O título é bem diferente e ao mesmo tempo a 'cara' da banda. Todos são muito competentes e fizeram este álbum em meio a tantas batalhas". Nesse mesmo dia, que era véspera de 1 ano de morte de Jaky, a banda alinhou "Confiar" como a música de trabalho e sua versão não-masterizada tocou pela primeira vez e com exclusividade na 93 FM. A música mais tarde foi publicada no canal da MK Music, e sua versão masterizada foi publicada pela gravadora em 16 de abril de 2013 com as fotografias presentes no encarte.
A capa de Histórias e Bicicletas foi divulgada ao público no dia 8 de abril e o CD foi enviado para a fábrica. O álbum foi lançado em formato físico e digital no dia 30 de abril de 2013. A banda promoveu, no final de maio daquele ano, pocket-shows de lançamento em unidades da Livraria Saraiva. Nas ocasiões, novas músicas foram tocadas e os integrantes fizeram autógrafos para fãs.

### Desempenho comercial
Logo lançado nas plataformas digitais, o álbum esteve entre os mais vendidos no iTunes e permaneceu no TOP 5 brasileiro na sua primeira semana. Em julho de 2014, o álbum recebeu a certificação de disco de ouro da Pro-Música Brasil, correspondente a mais de 40 mil cópias vendidas. Desta forma, o projeto manteve uma marca alcançada por todos os álbuns inéditos do grupo lançados pela MK a partir de O Tempo (2000).
| Região                                                                                             | Certificação | Vendas |
| -------------------------------------------------------------------------------------------------- | ------------ | ------ |
| Brasil (Pro-Música Brasil)                                                                         | Ouro         | 40 000 |
| *números de vendas baseados somente na certificação ^distribuições baseadas apenas na certificação |              |        |

## Recepção
| Críticas profissionais | Críticas profissionais |
| Avaliações da crítica  | Avaliações da crítica  |
| Fonte                  | Avaliação              |
| ---------------------- | ---------------------- |
| Super Gospel           | [ 38 ]                 |
| O Propagador           | [ 47 ]                 |

Histórias e Bicicletas recebeu avaliações favoráveis da mídia especializada. No Super Gospel, em texto assinado por Tiago Abreu, o projeto recebeu uma cotação de 4 estrelas de 5. O autor elogiou a maturidade das composições e os arranjos sofisticados, dando destaque a faixas como "Diz", "Água Viva" e "Lágrimas". Em sua perspectiva, o álbum combina influências de rock progressivo e alternativo, mantendo a essência da banda enquanto explora novas sonoridades. As letras também foram elogiadas por sua articulação poética e profundidade, abordando temas de liberdade, perdas e a busca pela eternidade. Tecnicamente, o álbum também recebeu uma avaliação favorável pela gravação orgânica e a qualidade dos arranjos, e defendendo que o álbum supera Depois da Guerra em vários sentidos.
O guia discográfico do portal O Propagador também atribuiu uma cotação de 4 estrelas de 5, definindo o álbum como um retrato dos problemas pessoais vividos pelos integrantes e musicalmente "sem vícios e maneirismos", embora tecnicamente complexo. Outro texto, do mesmo portal, apontou que as letras do álbum, mais poéticas e menos religiosas, teriam sido influenciadas pelo novo movimento. Desta forma, o álbum estaria baseado em temas como morte e eternidade, mas mantendo um equilíbrio entre melancolia e esperança.

## Divulgação

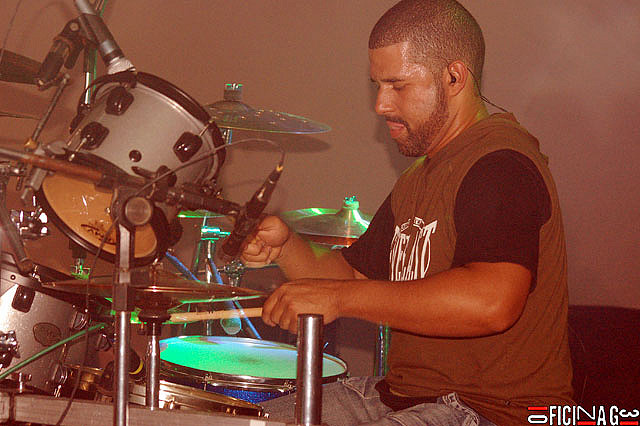
Alexandre Aposan anunciou sua saída da banda em 2014, durante a turnê de Histórias e Bicicletas.

Seguindo a tradição de outros trabalhos, a banda promoveu uma turnê baseada no repertório de Histórias e Bicicletas em várias cidades e estados do Brasil, além dos eventos relacionados a gravadora MK Music. Próximo ao lançamento do projeto, em 29 de março, o Oficina G3 se apresentou no Louvorzão 2013 (ocorrido na Quinta da Boa Vista). Na ocasião, a banda tocou "Confiar", o cover "Aos Pés da Cruz" e um pequeno trecho de "Não Ser", com a participação de Celso Machado como guitarrista de apoio a Afram. Entre as aparições em programas de televisão para divulgar o álbum, a banda participou de um quadro no Programa Raul Gil em abril de 2013 e, em julho de 2014, no Programa do Ratinho, ambos exibidos pelo Sistema Brasileiro de Televisão (SBT). Neste último, entre as faixas de Histórias e Bicicletas, a banda tocou "Diz". Cerca de um mês após o lançamento do projeto, ocorreram as Jornadas de Junho, uma série de protestos em todo o Brasil. A banda se manifestou favorável às manifestações, afirmando que "R$ 0,20? Isso é só a ponta do iceberg!".
Em relação aos conteúdos em vídeo, Histórias e Bicicletas recebeu um lyric video e dois videoclipes. Em setembro de 2013, saiu o lyric de "Aos Pés da Cruz", produzido e dirigido pela MK Music. Já, em termos de clipes, o primeiro foi da música "Confiar", publicado em setembro de 2014. Com direção de Hugo Pessoa e gravado na Alemanha, o roteiro da produção contém uma cena de sequestro e perseguição entre carros. O grupo optou, em uma das partes, inserir um easter egg, com a música "Até Quando", do álbum Humanos. A produção recebeu cerca de 65 mil visualizações em um dia e 500 mil até fevereiro de 2015. O segundo videoclipe, por sua vez, foi da canção "Água Viva", liberada inicialmente de forma exclusiva no DVD Histórias e Bicicletas - O Filme. A versão completa, em full HD, foi liberada no canal da MK Music em dezembro de 2015 e também contou com direção de Pessoa, com imagens gravadas dentro de uma igreja na Inglaterra e, até maio de 2024, alcançou mais de 6 milhões de visualizações.
Fora os clipes das versões de estúdio, a banda também iniciou uma série de shows temáticos chamados G3 na Igreja, quando a apresentação se dava dentro de uma igreja. Com base em uma dessas performances, ocorrida em 2014 na Primeira Igreja Batista de São Paulo, o Oficina G3 publicou versões ao vivo de duas baladas do álbum. A primeira delas foi "Encontro", que contou com uma introdução executada por Juninho Afram e Jean Carllos que fez referência à música "Magia Alguma", originalmente gravada nos álbuns Ao Vivo (1990) e Indiferença (1996). A segunda foi o cover "Aos Pés da Cruz". Todas essas performances foram publicadas no canal do Oficina G3. O formato de shows continuou no ano de 2015, com músicas de outros álbuns como "Deus Eterno", "O Tempo", "Novos Céus" e "Incondicional".
Em 2014, durante a turnê de Histórias e Bicicletas, o baterista Alexandre Aposan anunciou sua saída da banda. Os membros remanescentes publicaram um pronunciamento, ressaltando que os motivos teriam sido estritamente pessoais e relacionados ao direcionamento divinos para Aposan se dedicar mais aos seus trabalhos pessoais. Na ocasião, também enfatizaram que a decisão não afetou a amizade entre os membros. Aposan, por sua vez, explicou em suas redes sociais que o vínculo com a gravadora MK Music o impedia de participar de outros projetos musicais com outros artistas e em sua carreira solo paralela, o que motivou sua saída. Questões contratuais com gravadoras foi um dos motivos mais mencionados pelo músico ao longo do tempo para justificar sua saída; no entanto, o baterista também disse, cerca de 10 anos depois, que uma orientação divina o motivou a sair da banda, o que segundo ele não era a sua vontade pessoal e que declarar isso como principal motivo seria observado como absurdo pelas pessoas, já que, em sua perspectiva, nenhum músico deixaria um grupo como o Oficina G3. Ao mesmo tempo, o baterista também disse que a banda, no fim de seu contrato com a MK, estava recebendo propostas de outras gravadoras e certas cláusulas atrapalhariam suas parcerias com outros artistas. Histórias e Bicicletas foi o último trabalho inédito do conjunto com a MK Music.

## Prêmios e indicações
Com o álbum, Oficina G3 ganhou indicações em três categorias do Troféu Promessas, prêmio promovido pela GeoEventos com apoio da Rede Globo. Em 2013, a principal novidade do prêmio foi uma categoria exclusiva para álbuns de rock, em que Histórias e Bicicletas foi indicado e venceu.
| Prêmio           | Categoria         | Indicado               | Resultado |
| ---------------- | ----------------- | ---------------------- | --------- |
| Troféu Promessas | Melhor música     | "Confiar"              | Indicado  |
| Troféu Promessas | Melhor Banda      | Oficina G3             | Indicado  |
| Troféu Promessas | Melhor CD de Rock | Histórias e Bicicletas | Venceu    |

## Legado

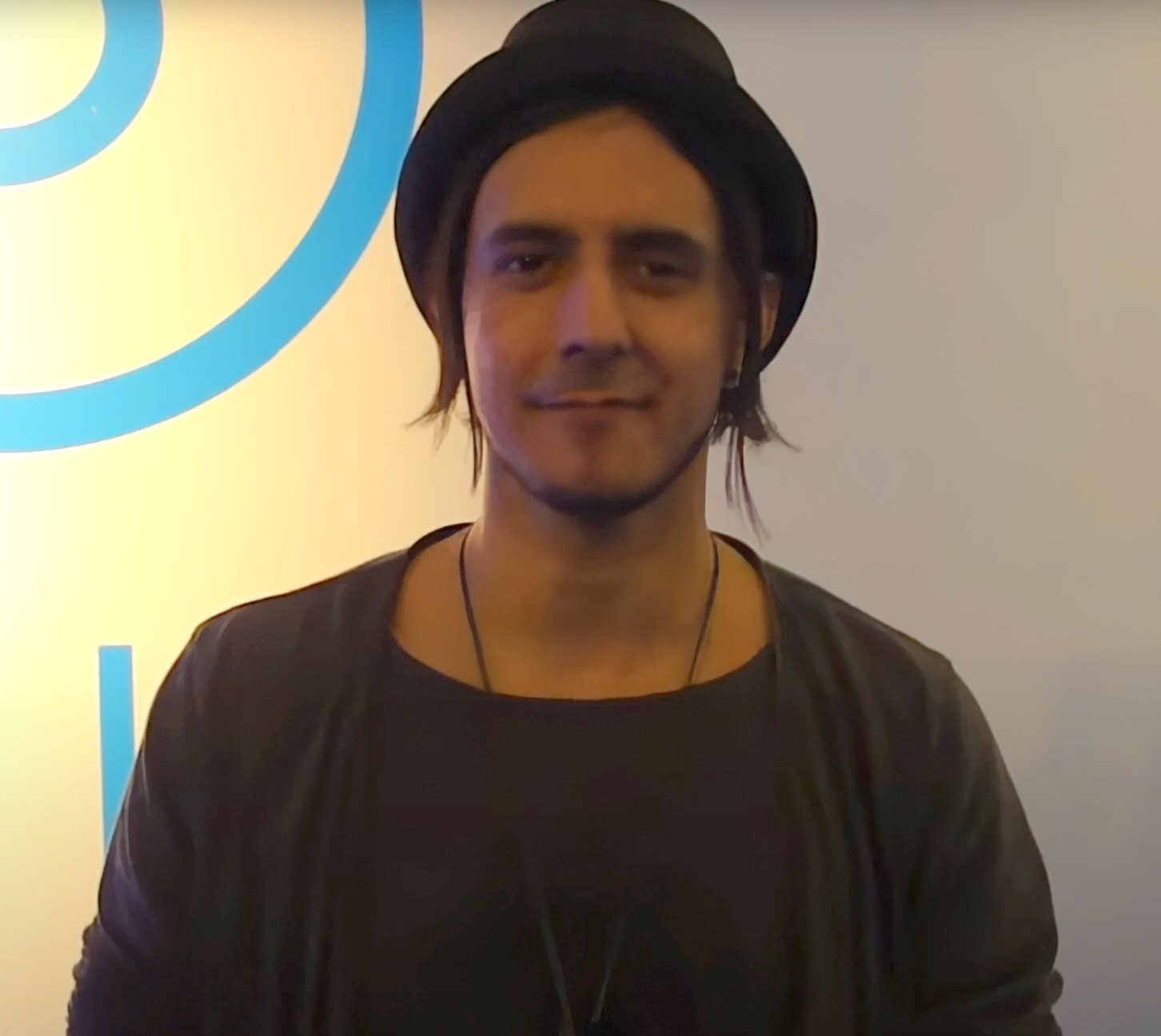
Jean Carllos: "A gente não tem a obrigação de fazer um CD exatamente como foi o Depois da Guerra, a gente faz o que dá na cabeça."

Apesar do sucesso comercial e do êxito com a crítica, Histórias e Bicicletas chegou a ser considerado um álbum que dividiu opiniões em parte do público, sobretudo aqueles que consideravam que a banda deveria seguir tendências mais pesadas como fora com Depois da Guerra, de 2008. O baterista Alexandre Aposan, em algumas ocasiões, argumentou a percepção que a banda tinha de que os fãs queriam "porradeira", mas que o direcionamento estético e musical do projeto foi em outra direção. Apesar disso, o músico defendeu que a obra ainda sim mantém certos elementos do metal em músicas como "Diz".
Pelo seu contexto de criação, sobretudo quanto à morte de Jaky Dantas, o álbum chegou a ser considerado o disco mais triste já feito pelo Oficina G3 e, portanto, com uma musicalidade com mais alternâncias entre pesos e baladas que o registro anterior. Em relação a abordagem poética do projeto, o baixista Duca Tambasco afirmou, ainda em 2013, que "Ultimamente a gente tenta trazer mais a poesia para dentro da música. A nossa música fala muito com os cristãos, mas também com os não cristãos. No final dos shows, tem gente que vem elogiar as músicas com palavrões. Eu acho o máximo porque significa que estamos nos comunicando com gente que precisa ouvir o que queremos falar".
O vocalista Mauro Henrique, ainda no ano de lançamento do trabalho, disse: "O processo de composição é todo mundo junto e a coisa vai acontecendo. A gente não decide tipo ‘esse CD vai ser muito pesado, esse vai ser mais leve’, a gente simplesmente faz". Na mesma ocasião, Juninho Afram disse que a banda gosta de explorar elementos diferentes e defendeu que "nós fazemos o que estamos sentindo, o que está no nosso coração. Não gostamos de rótulos, gostamos de conteúdo". O tecladista Jean Carllos chegou a argumentar, em 2015, que a musicalidade e as letras de Histórias e Bicicletas cumpriam um costume da banda em fazer coisas diferentes e não se repetir. Na época, ele disse: "Sendo bem honesto, a gente não tem medo de nada. Acho que um dos grandes diferenciais do G3 é esse: a gente faz o que dá na cabeça. A gente não tem a obrigação de fazer um CD exatamente como foi o Depois da Guerra e agora, exatamente como foi o Histórias e Bicicletas, a gente faz o que dá na cabeça. É uma forma da gente mostrar para as pessoas que, mesmo fazendo aquilo que se ama, ainda existe um preço a ser pago. A gente arriscou, cara! E vai continuar arriscando, porque para nós, o que vale é isso: esse feeling de fazer muitas vezes o que já foi feito, mas de uma forma diferente e ver como a galera recebe isso".
Em carreira solo, antes e depois de sair do Oficina G3, Mauro Henrique incluiu algumas canções do álbum em seu repertório. A sua turnê Loop Sessions + Friends, que inicialmente foi formada com Leonardo Gonçalves e Guilherme de Sá, trouxe músicas como "Confiar" e "Encontro". Em 2021, o músico publicou um documentário dividido em três episódios que contou sua trajetória com Jaky e fez referências à faixa "Descanso". Seu primeiro projeto solo ao vivo, Forma (2024), trouxe uma nova versão de "Confiar". No mesmo ano, o cantor afirmou que Histórias e Bicicletas era o seu álbum favorito do Oficina G3 entre todos que participou, e que o projeto é o que mais reflete sua identidade musical.
Em 2019, Histórias e Bicicletas foi eleito pelo portal Super Gospel o 23º melhor álbum da década de 2010, com a justificativa de que a obra foi um "salto sonoro e poético" na discografia da banda.

## Faixas
A seguir lista-se as faixas, compositores e durações de cada canção de Histórias e Bicicletas, segundo o encarte do disco.
| N.º | Título                | Compositor(es)                                          | Vocais                         | Duração |  |
| 1.  | "Diz"                 | Mauro Henrique Duca Tambasco Jean Carllos Juninho Afram | Mauro Henrique                 | 5:42    |  |
| 2.  | "Água Viva"           | Henrique Tambasco Carllos Afram Alexandre Aposan        | Mauro Henrique                 | 6:20    |  |
| 3.  | "Encontro"            | Henrique Tambasco Carllos Afram                         | Mauro Henrique                 | 6:21    |  |
| 4.  | "Confiar"             | Henrique Tambasco Carllos Afram                         | Mauro Henrique e Juninho Afram | 5:13    |  |
| 5.  | "Não Ser"             | Henrique Tambasco Carllos Afram Aposan                  | Mauro Henrique e Jean Carllos  | 5:52    |  |
| 6.  | "Compartilhar"        | Henrique Tambasco Carllos Afram                         | Mauro Henrique                 | 4:59    |  |
| 7.  | "Descanso"            | Henrique Jaky Dantas                                    | Mauro Henrique                 | 5:18    |  |
| 8.  | "Aos Pés da Cruz"     | Kleber Lucas                                            | Mauro Henrique                 | 4:01    |  |
| 9.  | "Sou Eu"              | Henrique Tambasco Carllos Afram Aposan                  | Mauro Henrique                 | 5:41    |  |
| 10. | "Lágrimas"            | Henrique Tambasco Carllos Afram                         | Mauro Henrique                 | 7:17    |  |
| 11. | "Save Me From Myself" | Lau Højen Søren Balsner Morten Thorhauge                | Mauro Henrique                 | 4:16    |  |

## Ficha técnica
A seguir estão listados os músicos e técnicos envolvidos na produção de Histórias e Bicicletas:
Banda
- Mauro Henrique – vocal, violão, produção musical, arranjos
- Juninho Afram – guitarras, produção musical, arranjos, vocal de apoio e vocais em "Confiar"
- Duca Tambasco – baixo, vocal de apoio, produção musical e arranjos
- Jean Carllos – teclado, sintetizadores, piano, produção musical, arranjos e vocal em "Não Ser"
- Alexandre Aposan – bateria, produção musical e arranjos

Músicos convidados e equipe técnica
- Leonardo Gonçalves – coordenação de gravação, overdubs
- Déio Tambasco – pós–produção, overdubs
- Roberto Diamanso – vocal em "Encontro"
- Vitinho Santana – overdubs
- Thiago Baggio – overdubs
- Leandro Gonçalves – overdubs
- Lucas Gonçalves – pós–produção
- Richard Woodcraft – engenharia de áudio
- Izzy Morley – assistente de engenharia de áudio
- Helen Atkinson – assistente de engenharia de áudio
- Blacy Gulfier – fonoaudióloga
- Leonardo Ramos – mixagem
- Tom Coyne – masterização

Projeto gráfico
- Jean Carllos – design, arte e direção
- Hugo Pessoa – direção de arte
- Jean Daniel – arte
- Fábio Ura – fotografia
- Tadeu Bara – fotografia
- Beto Macahiba – tratamento de imagem
- Daniel Laureano – tratamento de imagem